# Delectopecten vitreus
Delectopecten vitreus är en musselart som först beskrevs av Gmelin 1791.  Delectopecten vitreus ingår i släktet Delectopecten och familjen kammusslor. Enligt den svenska rödlistan är arten otillräckligt studerad i Sverige. Arten förekommer i Götaland. Artens livsmiljö är havet.

## Underarter
Arten delas in i följande underarter:
- D. v. vitreus
- D. v. abyssorum